# Estheria abdominalis
Estheria abdominalis là một loài ruồi trong họ Tachinidae.